# Dorfkirche Lindow (Groß Miltzow)

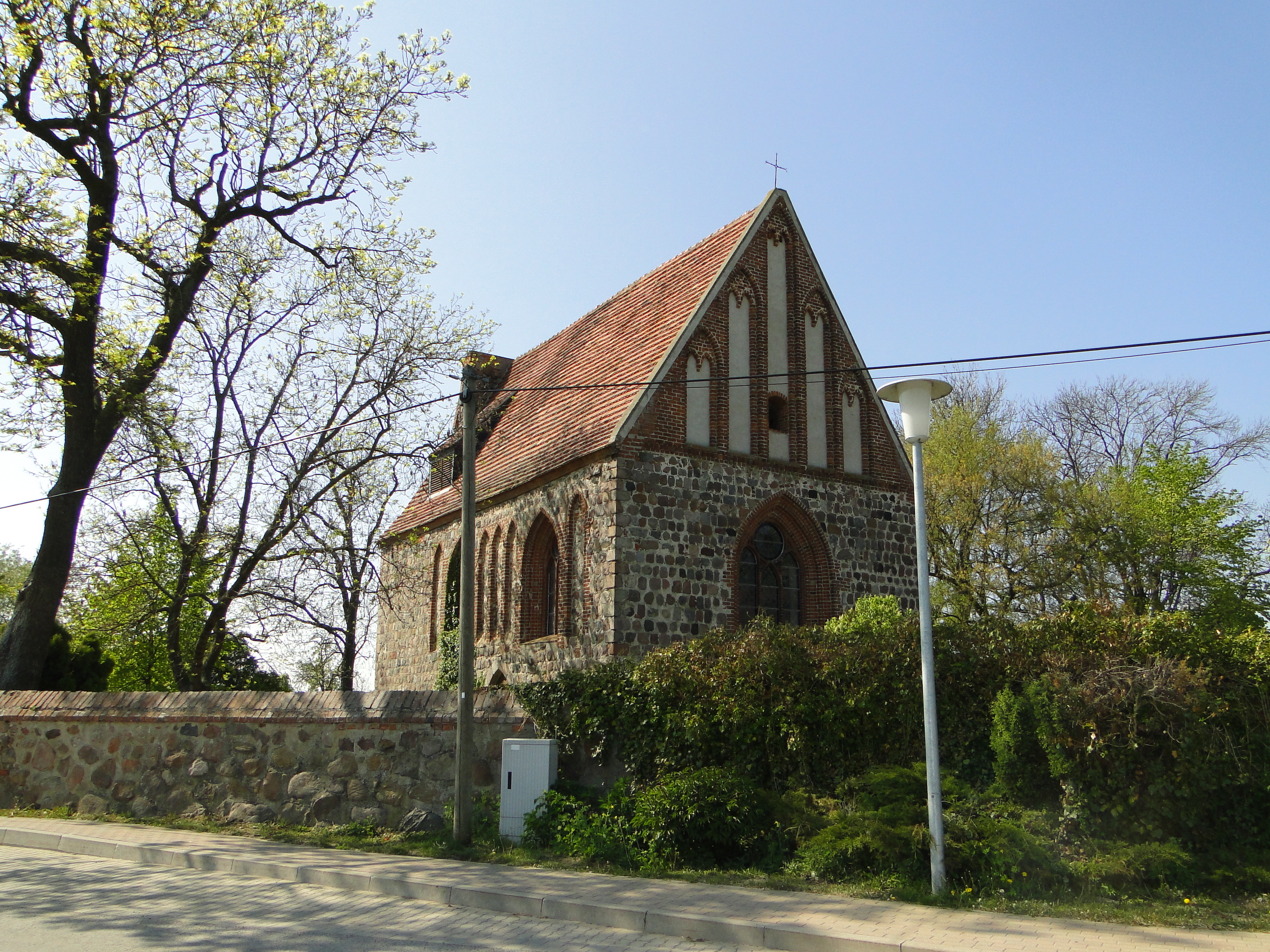
Dorfkirche Lindow (Groß Miltzow)

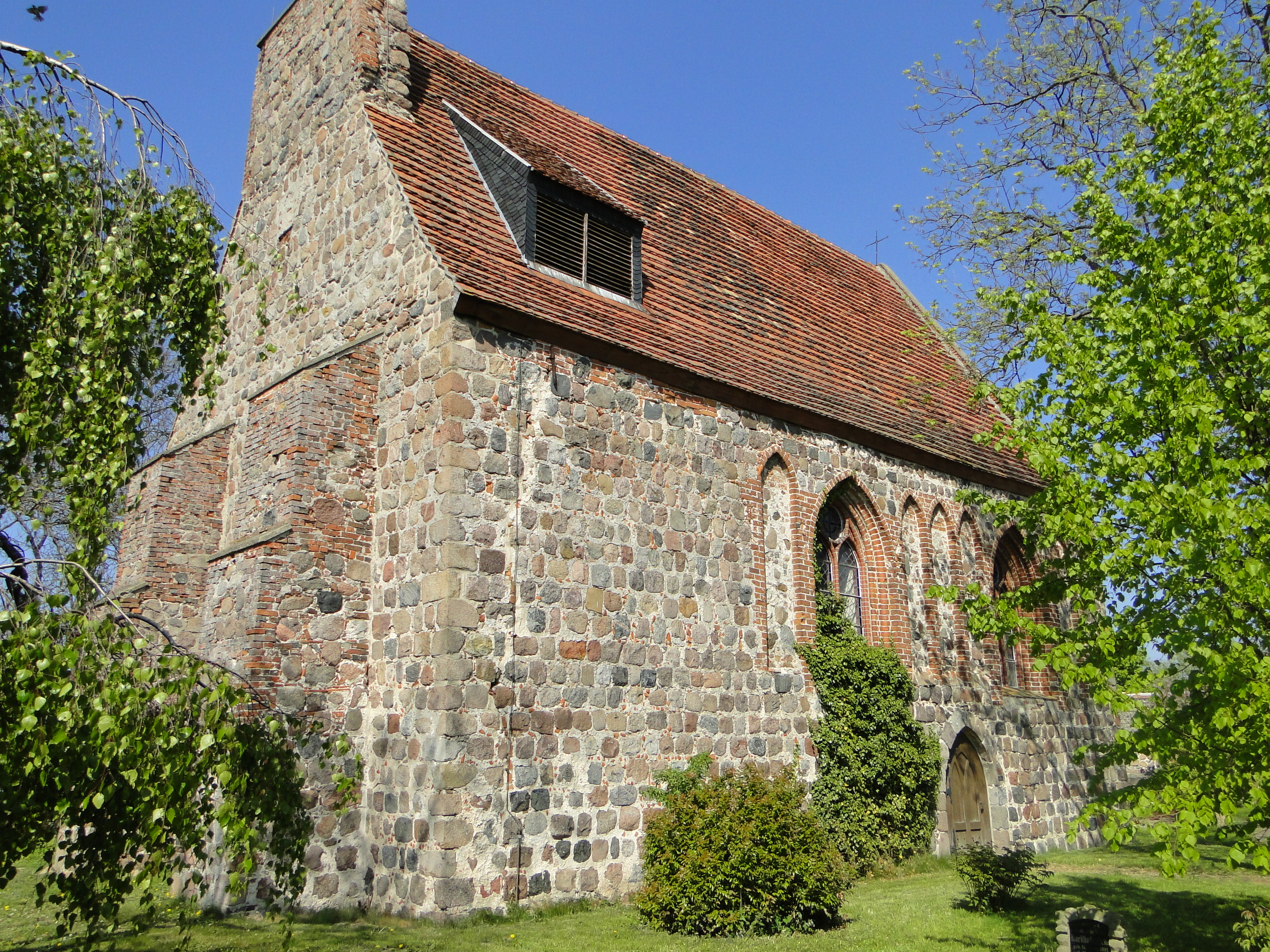
Ansicht von Südwest

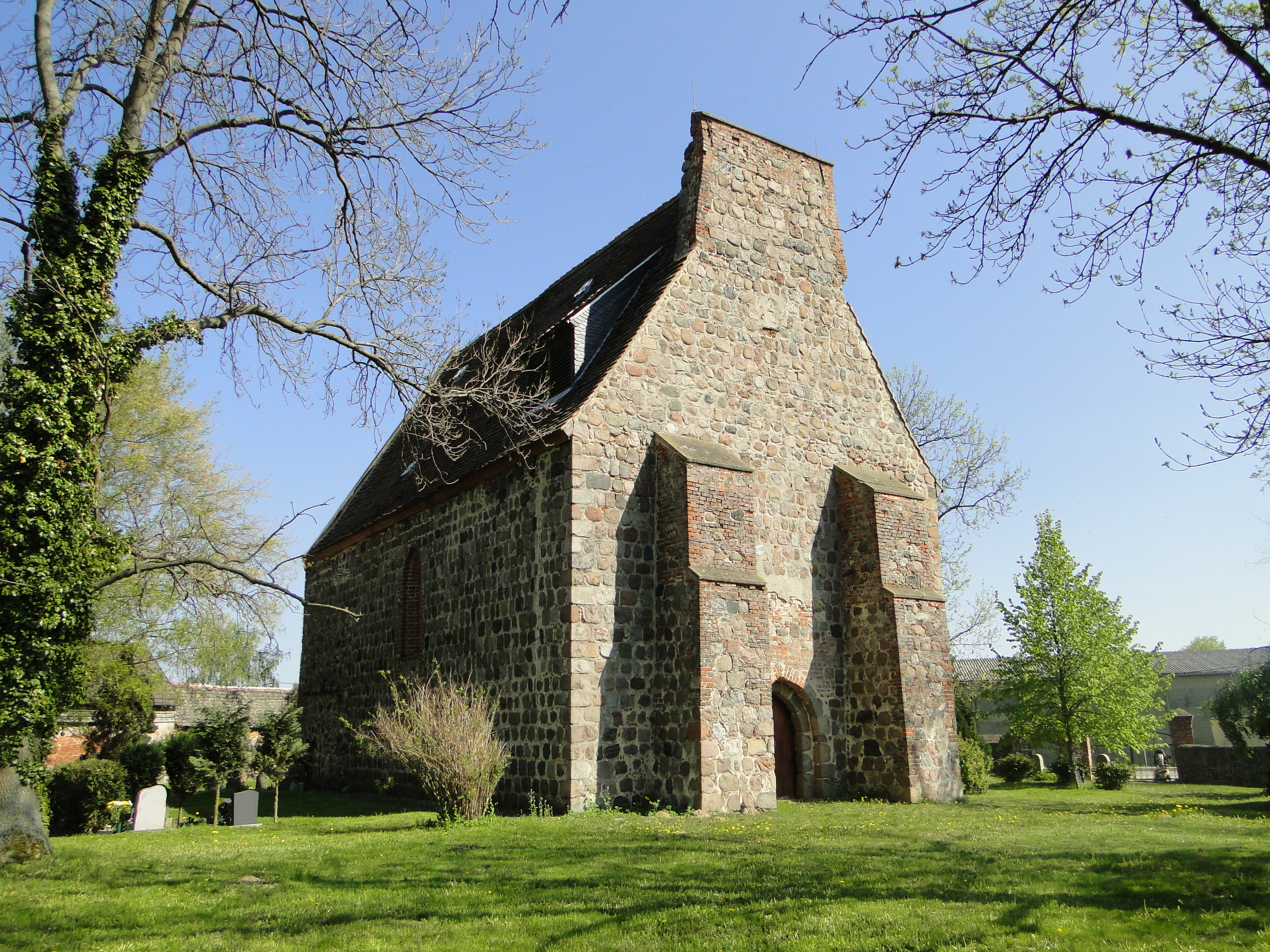
Ansicht von Nordwest

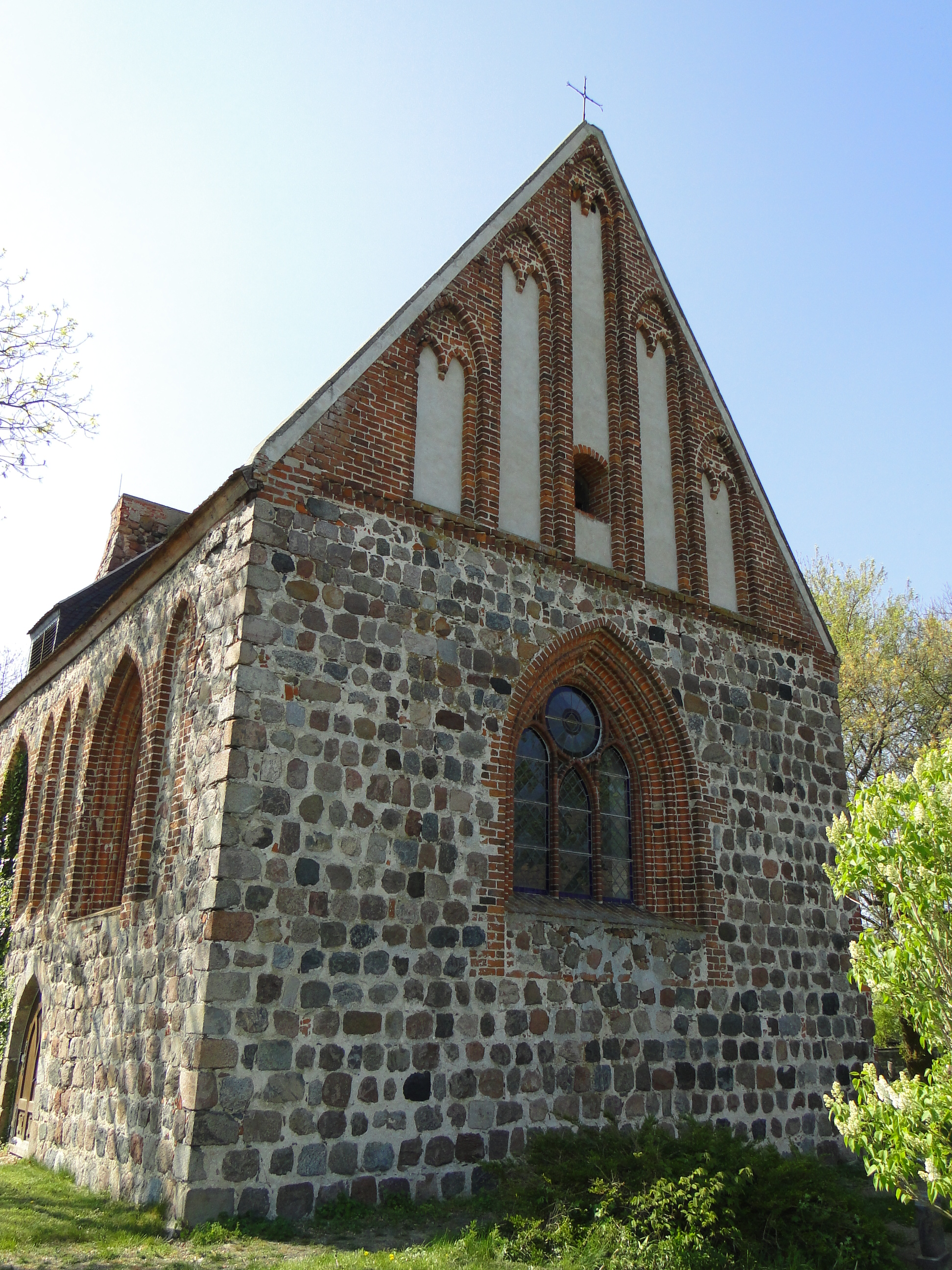
Ansicht von Osten

Die evangelische Dorfkirche Lindow ist eine gotische Feldsteinkirche im Ortsteil Lindow von Groß Miltzow im Landkreis Mecklenburgische Seenplatte in Mecklenburg-Vorpommern. Sie gehört zur Kirchengemeinde Kublank in der Kirchenregion Stargard in der Propstei Neustrelitz der Evangelisch-Lutherischen Kirche in Norddeutschland (Nordkirche).

## Geschichte und Architektur
Die Dorfkirche Lindow ist eine flachgedeckte Saalkirche aus Feldstein mit einem querrechteckigen Westbau gleicher Breite, der gegen Ende des 13. Jahrhunderts begonnen wurde. Sie ist im Inneren mit Schildbögen auf eine Einwölbung in zwei Jochen vorbereitet. Schlichte Feldsteinportale im Westen und im Süden erschließen das Bauwerk. Der wohlproportionierte Ostgiebel ist mit abgetreppten Blenden in Backstein gegliedert. Der Dachturm aus Fachwerk aus dem 18. Jahrhundert wurde in den Jahren 1971/72 abgetragen, seitdem ist die Kirche mit einem durchgehenden Satteldach gedeckt, dessen altes Dachwerk dendrochronologisch auf 1607 datiert wurde. Die Südseite ist durch Fenster mit profilierten Gewänden aus Backstein und durch Zwillingsblenden zwischen den Fenstern als Schauseite gestaltet. Die Fenster wurden im 19. Jahrhundert vergrößert und das Fenstermaßwerk erneuert. An die Westwand wurden nachträglich Stützpfeiler angebaut.

## Ausstattung
Hauptstück der Ausstattung ist ein fein gearbeiteter Schnitzaltar vom Ende des 15. Jahrhunderts, der im Schrein eine Mondsichelmadonna mit Engeln und Mariensymbolen zeigt, die von Heiligen flankiert wird, welche von kleinen Pfeilern mit Prophetenfiguren getragen werden. Auf den Flügelinnenseiten sind die Apostel als Figuren, auf den Außenseiten vier gemalte Szenen aus dem Marienleben dargestellt. Die Predella ist mit Darstellungen der klugen und törichten Jungfrauen bemalt; ihr mittlerer Teil ist zu öffnen und zeigt auf den Innenseiten der Flügel Maria und Johannes den Evangelisten. Der Schrein der Predella zeigt Schnitzfiguren des Schmerzensmanns und zweier Engel.
Die Kanzel und der Schalldeckel wurden 1617 geschaffen und sind mit reichem Schnitzwerk sowie Reliefdarstellungen der vier Evangelisten, Johannes’ des Täufers, des Petrus und des Paulus ausgestattet. Der Korb wird von Mose und Engelskaryatiden getragen. An der Tür sind Fides und Spes im Gemälde dargestellt, im Tympanon die Wappen von Mecklenburg und Schwerin. Der Pastorenstuhl, das Lesepult und die Westempore wurden vermutlich in der ersten Hälfte des 17. Jahrhunderts geschaffen. Ein Wandschrank stammt aus dem 17. Jahrhundert, die Tür der Sakramentsnische aus dem 16./17. Jahrhundert.
Die Orgel ist ein Werk von Ernst Sauer aus dem Jahr 1859 mit vier Registern auf einem Manual mit angehängtem Pedal, das von Alexander Schuke Potsdam Orgelbau im Jahr 2006 restauriert wurde. Eine der beiden Glocken stammt aus dem Jahr 1402, die andere wurde 1611 von Roloff Klassen aus Stettin gegossen. Ein silbervergoldeter Kelch wurde 1695 geschaffen, ein Leuchterpaar aus Zinn von 1684 erhielt 1878 neue Schäfte. Eine Grabplatte wurde für Bahlke († 1793) gesetzt.